# Cipe Lincovsky

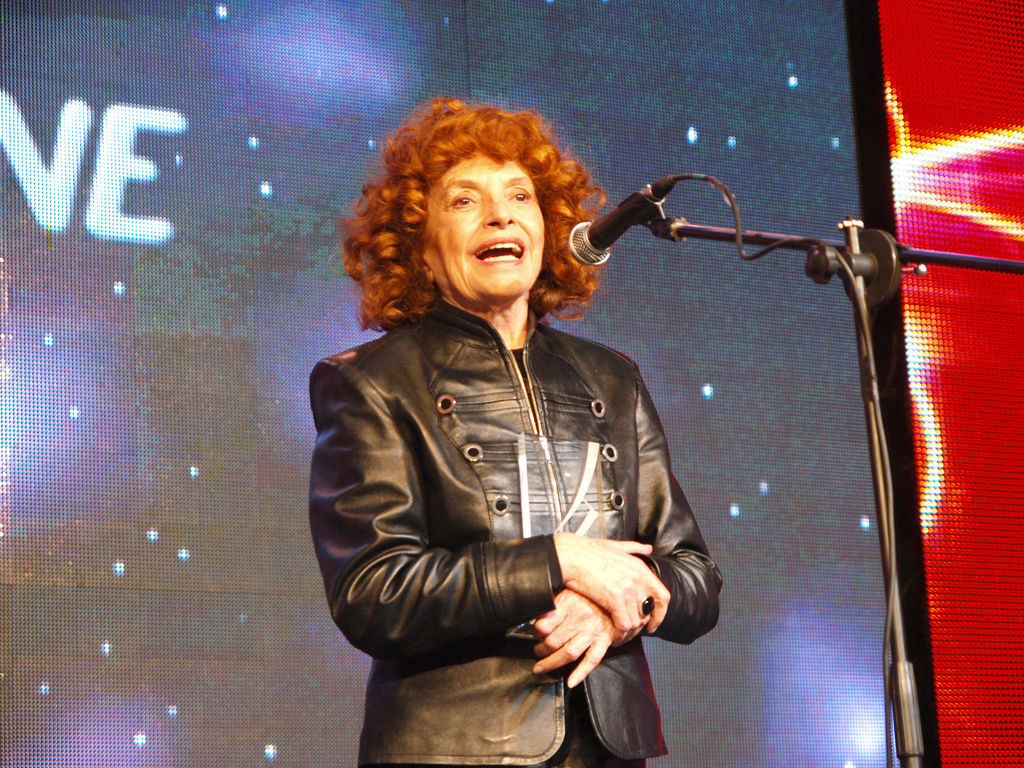
Cipe Lincovsky (2010)

Cipe Lincovsky (geboren am 21. September 1929 in Buenos Aires, Argentinien; gestorben am 31. August 2015 ebenda) war eine argentinische Theaterschauspielerin. Sie trat oft auf Bühnen in Deutschland, Frankreich, Spanien, Russland und Venezuela auf.

## Leben
Ihr Vater Joel Lincovsky und ihre Mutter Sarah Kessler waren litauisch-jüdischer Herkunft, sie kamen 1922 nach Argentinien. Ihre Großeltern wurden in Auschwitz ermordet. Der Vater eröffnete eine Schule, eine Bibliothek und dann ein Theater. Nach kurzer Zeit in Buenos Aires wurde er Leiter des Excelsior Theaters, wo er berühmte ausländische jüdische Schauspieler vorstellte. Später gründete er das IFT-Theater, in dem Cipe sich in ihrer Kindheit oft aufhielt.
Mit 16 Jahren wurde sie aus der Schule geworfen, nachdem sie einen Streik organisierte, bei welchem sie, zusammen mit anderen Klassenkameraden, Mitschüler hinderte, die Klassenräume zu betreten. Danach widmete sie sich dem Theater. Während der Zeit des Schauspiels verliebte sie sich in Memé Vigo und sie bekamen eine Tochter, Paloma. Sie trat oft auf Bühnen in Deutschland, Frankreich, Spanien, Russland und Venezuela auf. Zu Zeiten der argentinischen Militärdiktatur (1976–83) lebte sie im Exil in Madrid. Zu ihrem Repertoire gehörten Werke Bert Brechts und jiddisches Kabarett. Ab 1959 trat sie mehrmals im Berliner Ensemble auf, wo sie eine lebenslange Freundschaft mit Helene Weigel (1900–1971) schloss. Sie spielte unter anderen mit Vittorio Gassman und Liv Ullmann sowie unter der Regie von Maurice Béjart, Werner Schroeter und Jeanine Meerapfel. Zu ihren herausragendsten Werken im Kino zählen La tregua (1974), Boquitas pintadas (aus demselben Jahr), El sol en botellitas (1985), La amiga (1988) und Caballos Salvajes (1995) sowie Un Amor en Moisés Ville (2011).
Am 31. August 2015 verstarb sie an einem Herzinfarkt. Sie wurde 85 Jahre alt.

## Filmografie
- 1967: Gente conmigo
- 1969: El desierto de Dios
- 1971: Y que patatín...y que patatán
- 1974: Quebracho
- 1974: Heartbreak Tango
- 1974: Der Waffenstillstand (La tregua)
- 1975: Im Schatten vieler Jahre
- 1979: Mannequin... alta tensión
- 1979: The Enraged Toy
- 1984: Armer Schmetterling
- 1985: El sol en botellitas
- 1986: Armer Schmetterling
- 1986: Gefährliche Grenze
- 1988: The Two Waters
- 1988: La Amiga – Die Freundin (La amiga)
- 1988: Apartment Zero
- 1990: Nackter Tango
- 1995: Wild Horses
- 1996: El inquietante caso de José Blum
- 2012: Der deutsche Freund